# Снельсон, Кеннет
Кеннет Снельсон (англ. Kenneth Snelson; 29 июня 1927, Пендлтон, штат Орегон — 22 декабря 2016) — американский скульптор и фотограф. Его скульптурные работы состоят из гибких и жестких компонентов, соединенных в соответствии с идеей «напряженной целостности».

## Tensegrity
Снельсон утверждал, что Бакминстер Фуллер, который был одно время его профессором, присвоил себе открытую Снельсоном концепцию «напряженной целостности» (англ. «tensegrity» — сокр. от «tensional integrity»). Фуллер подал идею самого названия, сочетания «tension» (напряжение) и «structural integrity» (структурной целостности). Геодезические купола, которые Фуллер пропагандировал, являются строениями, чья структура зависит от этого принципа.
При этом, в 1921 г. Карл Иогансон на второй выставке Общества молодых художников выставил «самонапряженные конструкции», которые, по мнению художника Вячеслава Колейчука, предвосхитили идею tensegrity, разрабатывавшуюся с 1948 г. Кеннетом Снелсоном и Р. Бакминстером Фуллером, когда последний прибыл для чтения лекций в Блэк Маунтан Колледж, где учился Снельсон.

## Скульптура
Высота и прочность скульптур Снельсона, которые часто хрупки на вид, зависит от напряженности между жесткими трубами и гибкими кабелями. Это достигается при помощи комбинации «push and pull» (притяжение и отталкивание).
Ранние скульптуры Снельсона, такие как «Moving Sculpture» (металлическая проволока, глина и нить, 1948), представляли собой тонко сбалансированные структуры, напоминающие стабили Александра Колдера. В конечном итоге, однако, Снельсон больше тяготел к элегантной эстетике Наума Габо, монументальными абсолютным формам «Бесконечных колонн» Бранкузи, к новаторской концепции структурной инженерии Фуллера. С целью лучше разобраться с физическими силами комплексных структур, Снельсон пошел на инженерные курсы в государственном колледже Орегона в 1949. Он пришел к идее новой скульптурной эстетики, основанной на фундаментальных силах растяжения и сжатия.
Работая оператором с 1952 по 1968, Снельсон экспериментировал с оригинальным видом скульптуры, в которой жесткие металлические элементы соединены не с помощью болтов или сварки, а поддерживаются при помощи проволоки. После 1960 он создал свои характерные зрелые работы, например, «Sun River» (1967): игнорирующую гравитацию, поддерживающую саму себя, похожую на кристалл структуру из полированных алюминиевых труб, соединенных в пространстве кабелями из нержавеющей стали.
К концу 1960-х широкое признание принесло Снельсону много заказов на такие масштабные произведения под открытым небом, как 18-метровая «Needle Tower» (1968).

## Биография
Снельсон родился в Пендлтоне, штат Орегон, в 1927. Учился в Университете Орегона в Юджине, в Black Mountain College (1948—1949), и у Фернана Леже в Париже (1951). После возвращения в США он работал оператором, с целью заработать на создание своей скульптуры. Он начал создавать панорамные снимки в 1975 с покупкой широкоформатной камеры Wide-Lux, которая давала обзор 140 градусов. В 1983 он начал использовать камеру Cirkut 16, с помощью которой можно было получать негативы размером 40х300 сантиметров и которая давала обзор 360 градусов.
Скульптуры и фотографии Снельсона выставлялись на более чем 25 персональных выставках в галереях по всему миру. Снельсон также проводил исследования формы атома. Он живет в Нью-Йорке с женой Кэтрин.
Снельсон является обладателем ряда патентов США: #3,169,611: Discontinuous Compression Structures (февраль 1965); #3,276,148: Model for Atomic Forms (октябрь 1966); #4,099,339: Model for Atomic Forms (июль 1978); #6,017,220: Magnetic Geometric Building System; #6,739,937: Space Frame Structure Made by 3-D Weaving of Rod Members (25 мая 2004).
Снельсон был одним из основателей «ConStruct», галереи художников, которая пропагандировала и организовывала выставки масштабной скульптуры в США. Другими соучредителями были Марк Ди Суверо, John Raymond Henry, Lyman Kipp и Чарльз Джинневер.